# Silvrettahorn
Het Silvrettahorn (3244 m) is een vergletsjerde bergtop van het Silvrettamassief en ligt op de grens tussen de Oostenrijkse deelstaat Vorarlberg en het Zwitserse kanton Graubünden.

## De 10 belangrijkste bergtoppen in de Silvretta
1. Piz Linard, 3411 m
2. Fluchthorn, zuidelijke top, 3399 m
3. Fluchthorn, middelste top, 3397 m
4. Grote Piz Buin, 3312 m
5. Fluchthorn, noordelijke top, 3309 m

360°-panorama vanuit het Silvrettahorn

6. Verstanklahorn, 3297 m
7. Piz Fliana, 3281 m
8. Kleine Piz Buin, 3255 m
9. Silvrettahorn, 3244 m
10. Chapütschin, 3232 m